# Lemsane
Lemsane là một thị trấn thuộc tỉnh Batna, Algérie. Dân số thời điểm năm 2002 là 4.572 người.